# Marquesat de Polavieja

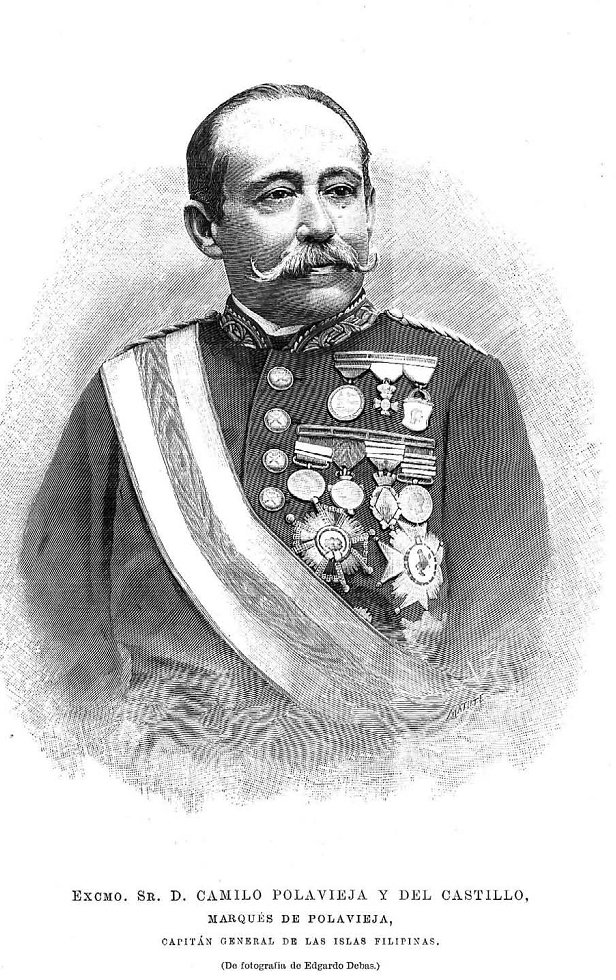
Camilo García de Polavieja y del Castillo-Negrete, primer marquès de Polavieja (n.1838—1914), retratat per Edgardo Debás.

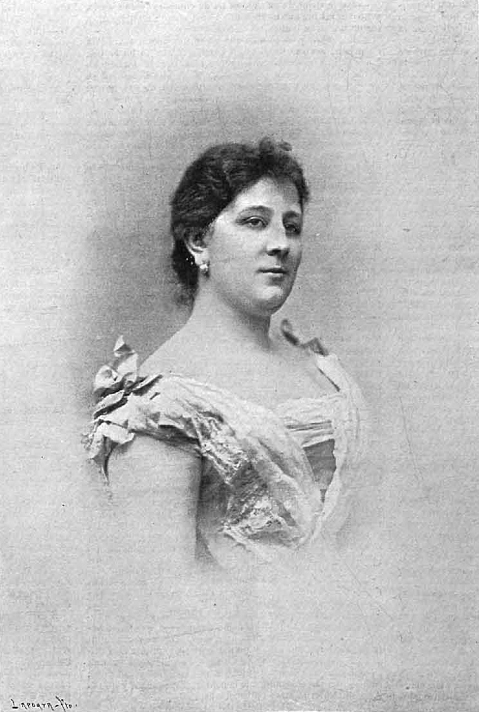
Esposa del general Polavieja, retratada per Edgardo Debás.

El Marquesat de Polavieja és un títol nobiliari pontifici creat pel papa Lleó XIII, el 5 de març de 1895, a favor de Camilo García de Polavieja y del Castillo-Negrete. Va rebre autorització per al seu ús a Espanya per Reial Autorització de data 5 d'agost de 1895, expedit per la regent Maria Cristina d'Habsburg-Lorena. La denominació del títol nobiliari fa referència al cognom familiar.
El primer marquès (n.1838–1914) va ser un militar i polític espanyol que va destacar per ser un dels més notables regeneracionistes d'Espanya, intentant impulsar canvis després de la greu crisi de 1898. Polavieja havia estat, precisament, governador general de Cuba entre 1890 i 1896, i capità general de les Filipines entre 1896 i la derrota de 1898.
El va succeir, per Breu Pontifici de data 24 de setembre de 1916, el seu fill primogènit, Alfonso María García de Polavieja y Castrillo (n.1887-1928), II marquès de Polavieja. Va ser autoritzat a usar el títol a Espanya mitjançant Reial Autorització de data 16 de març de 1917, expedida pel rei Alfons XIII.
Va morir sense successió, per la qual cosa actualment el títol es troba vacant o —segons el que estableixi la Butlla d'atorgament de 1895— extingit. No pot considerar-se caducat, perquè es tracta d'un títol pontifici, no espanyol, al que no se li pot aplicar el Reial decret 222/1988, d'11 de març.

## Marquesos de Polavieja
| Ordre                         | Titular                                           | Període                       |
| Creació en 1895 per Lleó XIII | Creació en 1895 per Lleó XIII                     | Creació en 1895 per Lleó XIII |
| ----------------------------- | ------------------------------------------------- | ----------------------------- |
| I                             | Camilo García de Polavieja y del Castillo-Negrete | 1895–1914                     |
| II                            | Alfonso María García de Polavieja y Castrillo     | 1916–1928                     |

## Història dels marquesos de Polavieja
- Camilo García de Polavieja y del Castillo-Negrete (n.1838–1914), I marquès de Polavieja, militar i polític regeneracionista, governador general de Cuba (1890-1896), i capità general de les Filipines (1896-1898).

Fill de Camilo García de Polavieja y Martí, i d'Ángela Castillo-Negrete, qui almenys van tenir dos fills: Gabriel (n. 1836) i Camilo.
1. Casat, el 21 de març de 1885, amb María de la Concepción Castrillo y Medina, amb qui va tenir almenys dos fills: Alfonso María (n. 1887, que segueix), i Ángela (n. 1893, esposa de Joaquín de Valenzuela Urzaiz).

El succeí, per Breu Pontifici de 24 de setembre de 1916, el seu fill primogènit:
- Alfonso María García de Polavieja y Castrillo (n.1887–1928), II marquès de Polavieja, enginyer de Camins, Canals i Ports.

1. Casat, en 1925, amb Concepción Gómez Tejero (neboda de José Tejero y González Vizcaíno, diputat a Corts pel Partit Conservador).[4]

Va morir tres anys després de les seves noces, i no consta que tingués descendència, ni que es produís successió en el títol. En conseqüència, el títol quedaria vacant o extingit (però no caducat; per no tractar-se d'un títol espanyol, no és aplicable el Decret 222/1998).